# Repórter MS
Repórter MS foi um telejornal local brasileiro, produzido e exibido pela TV Brasil Pantanal, afiliada da TV Brasil em Mato Grosso do Sul. Estreou em 2010 e era apresentado por Lívia Machado.

## História
Em janeiro de 2010, a TV Brasil Pantanal lança sua nova programação. A principal atração dessa nova programação é o telejornal Repórter MS. O seu primeiro entrevistado foi o governador do Estado, André Puccinelli.